# Denisz Olekszandrovics Bojko
Denisz Olekszandrovics Bojko (ukránul: Денис Олександрович Бойко; Kijev, 1988. január 29. –) ukrán válogatott labdarúgó, a FC Poliszja Zsitomir játékosa.
Az ukrán válogatott tagjaként részt vett a 2016-os Európa-bajnokságon.

## Pályafutása

### Klubcsapatokban

#### Dinamo Kijiv
A Dinamo Kijiv ifjúsági csapataiban játszott. 2010. május 9-én a Metalurh Zaporizzsja elleni mérkőzésen debütált a felnőtt csapatban.

#### FK Dnyipro
18 mérkőzést játszott a Dnyipro színesiben a 2014–2015-ös Európa-ligában, beleértve a döntőt is, amelyet Varsóban 3–2-re elveszítettek a Sevilla FC-vel szemben.
2015. november 24-én az UEFA év csapata tagjának jelölték, miután a találkozókon átlagban mindössze 0,75 gólt kapott, ami a legalacsonyabb átlag volt a kapusok között. A másik három jelölt Joe Hart (Manchester City), Gianluigi Buffon (Juventus), Manuel Neuer (Bayern München) volt.

#### Beşiktaş
2016. január 21-én négyéves szerződést írt alá a török Beşiktaş klubbal. 2016. augusztus 31-én egy évre kölcsönadták a La Ligában szereplő Málaga CF-nek.
2018. február 10-én bejelentették, hogy a 2017–18-as szezon végéig kölcsönben visszatér a Dinamo Kijivhez.

#### Újra a Dinamo Kijivben
Hat hónapos kölcsönadási szerződés után (12 meccs) a Dinamo Kijiv játékosa lett, 2023-ig 58 mérkőzésen védte csapata hálóját.

### A válogatottban
2003-ban az ukrán U-15-ös válogatottban játszott, majd hazája összes utánpótlás-válogatottjának tagja lett egészen az Ukrajna U21-es válogatottjáig.
2014. november 18-án debütált Ukrajna színeiben a Litvánia elleni 0–0-s barátságos mérkőzésen.

## Statisztika

### A válogatottban
| National team | Year     | Apps | Goals |
| ------------- | -------- | ---- | ----- |
| Ukrajna       | 2014     | 1    | 0     |
| Ukrajna       | 2015     | 2    | 0     |
| Ukrajna       | 2016     | 2    | 0     |
| Ukrajna       | 2018     | 1    | 0     |
| Ukrajna       | 2021     | 1    | 0     |
| Összesen      | Összesen | 7    | 0     |

## Sikerei, díjai

### Klubcsapatokkal
Dnyipro Dnyipropetrovszk
- Európa-liga döntős (1): 2014–15[7]

 Beşiktaş
- Török bajnok (1): 2015–16

 Dinamo Kijiv
- Ukrán Premjer-liha: 2020–21

### Egyéni
- Az ukrán Premjer-liha – az év kapusa: 2014–15